# Presa telefonica tripolare
La presa telefonica tripolare è il primo modello di presa telefonica che ha segnato la storia della telefonia in Italia, Norvegia, Finlandia e Turchia. Dopo la liberalizzazione (deregolamentazione) degli impianti telefonici in Italia, la presa tripolare è stata gradualmente abbandonata per la più moderna presa detta "plug" (RJ-11), introdotta come standard per le nuove attivazioni telefoniche anche dall'ex monopolista Telecom Italia, a partire da aprile 2007.

## Struttura
La presa è costituita da un blocco in materiale plastico color avorio, provvisto di un coperchietto a vite sul quale è riportato il logo del gestore telefonico (se la presa è omologata).

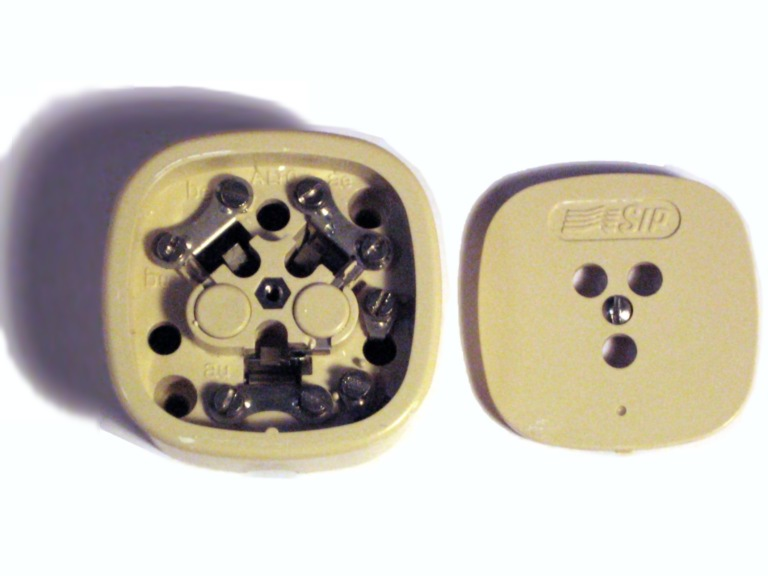
Presa telefonica tripolare con protezioni PTC. Si può notare il contatto di cortocircuito per l'impianto in serie, e la presenza dei tappi di plastica al posto delle virole dei portafusibili. I morsetti bf e af ricevono la linea in ingresso.

Rimuovendo il coperchio si accede ai morsetti di collegamento, e alle virole metalliche dei portafusibili, se questi ultimi sono presenti. La presa può essere fissata a parete o installata all'interno di apposite scatole da incasso unificate, queste hanno forma quadrata e sono dotate di un coperchio sfondabile di colore avorio o (nei più recenti) bianco. 
La scatola viene fornita con il coperchio integro e provvisto di vite centrale di fissaggio, per l'installazione della presa si provvede ad eliminare la parte centrale del coperchio (a rottura prestabilita), ottenendo il foro nel quale si inserisce la presa (che si avvita al fondo della scatola). All'interno, la presa è provvista di un contatto per realizzare il collegamento in serie (o cascata) degli apparecchi telefonici, il contatto è normalmente chiuso e si apre quando viene inserita la spina. Il collegamento in serie ha lo scopo di impedire il funzionamento simultaneo di più apparecchi telefonici durante la conversazione, evitando variazioni d'impedenza con conseguenti sovraccarichi, nonché l'ascolto indesiderato delle conversazioni attraverso un altro apparecchio.

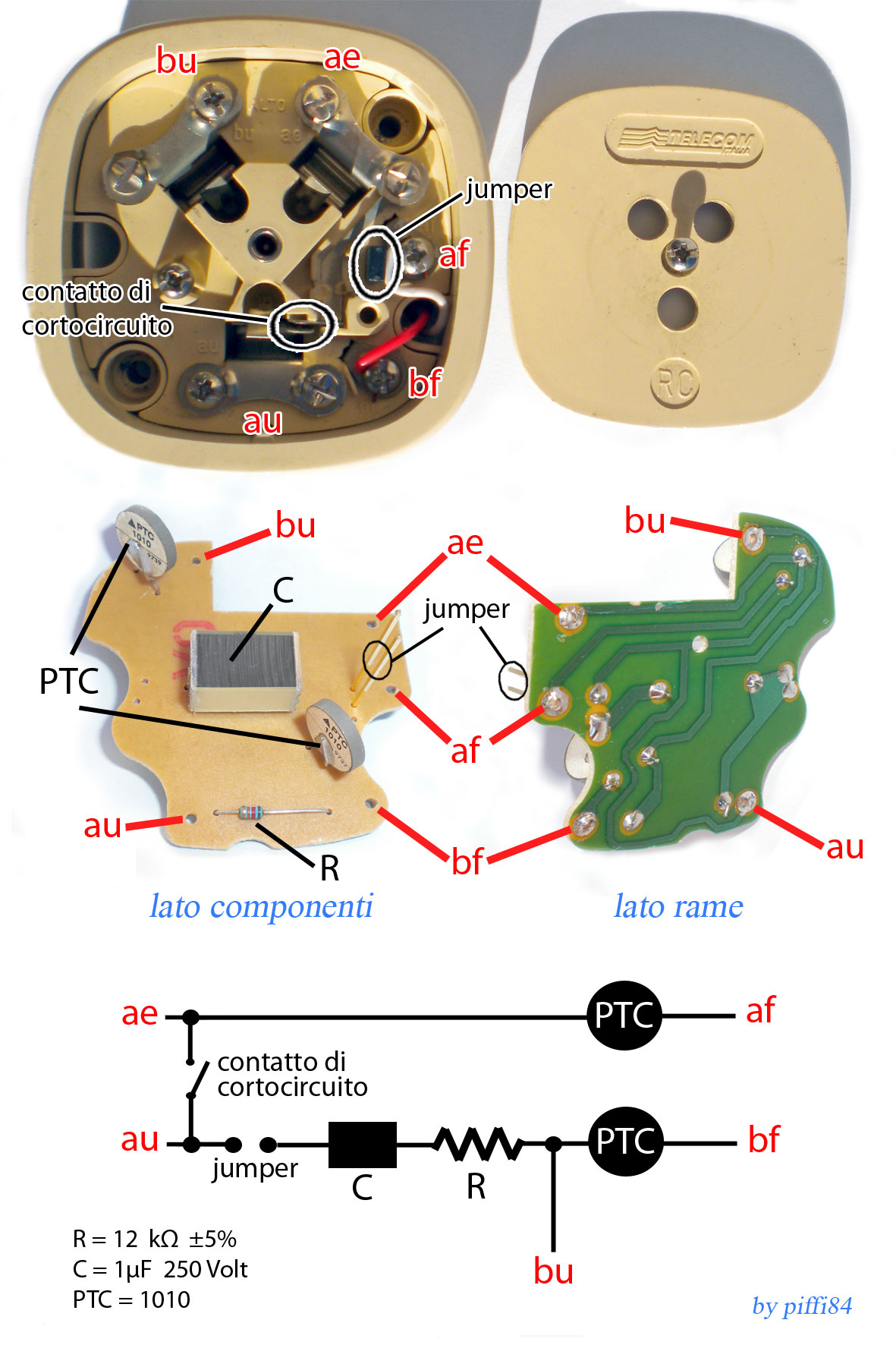
Presa telefonica tripolare "tipo RC" adottata da Telecom Italia come presa principale fino al 2007 prima di passare alla nuova terminazione con connettore/i "plug" (RJ-11). È visibile il circuito stampato ivi contenuto (lato componenti e lato rame) e il relativo schema elettrico. Da notare la presenza di speciali viti antisvitamento, le quali impediscono di realizzare configurazioni di collegamento diverse dall'ordinario (entrata su BF e AF, uscita su BU e AU)

Tutti gli impianti realizzati dal gestore telefonico, prima della liberalizzazione, erano cablati in serie con prese tripolari e non potevano essere modificati dall'utente. A tal fine, i telefoni omologati dovevano essere dotati di contatto di commutazione: sollevando la cornetta, il contatto si apre ed esclude la linea a tutti i telefoni inseriti a valle.
Allo stato attuale, il gestore telefonico si limita ad installare la terminazione di rete (prima presa) e l'impianto a valle di quest'ultima deve essere predisposto a cura dell'utente, con la possibilità di scegliere il collegamento in parallelo, l'impianto deve essere comunque realizzato a regola d'arte e con materiale conforme alla normativa vigente. Alcuni nuovi apparecchi (per es. i cordless) sono sprovvisti di contatto di commutazione, e quindi hanno un ponticello nella spina per garantire la continuità della linea: se inseriti su un impianto in serie lo trasformano in parallelo. Da notare che la presenza simultanea di telefoni con ponticello ed apparecchi tradizionali con contatto di commutazione, sempre su un impianto in serie, lo trasformano in una configurazione mista serie-parallelo.
Siglatura dei contatti per il collegamento in serie (il filo bianco è denominato A, il rosso B)
- BE, AE: morsetti di ingresso
- BF, AF: morsetti di ingresso per prese con protezione integrata
- BU, AU: morsetti di uscita

Nota: anche le prese con protezione integrata sono dotate di morsetti BE e AE, collegando la linea in ingresso a questi ultimi si escludono le protezioni.

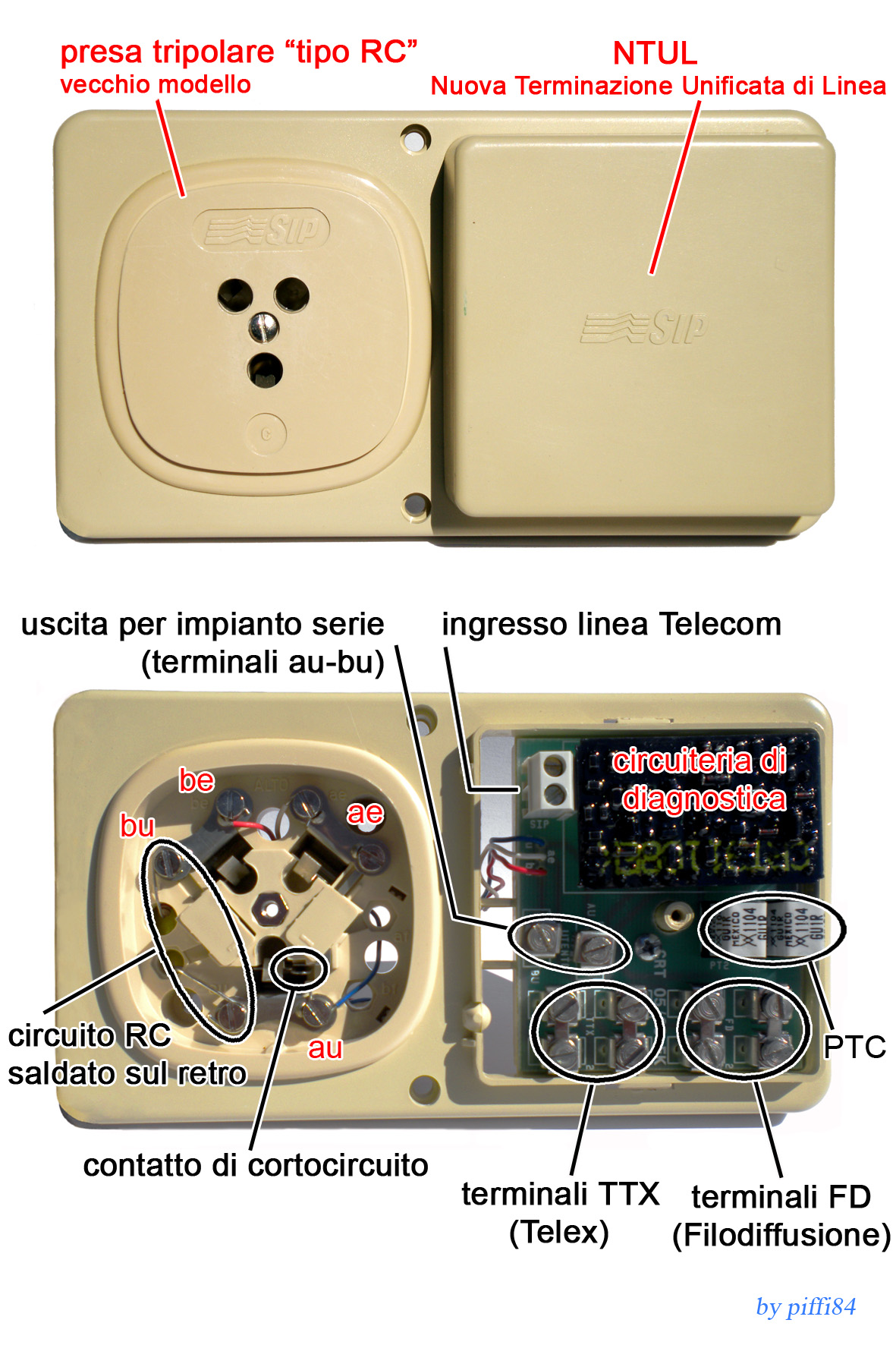
Centralina di diagnostica NTUL (Nuova Terminazione Unificata di Linea), adottata da SIP negli anni novanta per il rilevamento guasti dalla centrale, collegata a una presa telefonica tripolare "tipo RC" (vecchio modello)

Ogni presa tripolare omologata può essere di tipo semplice, oppure con protezione integrata contro i sovraccarichi. Le prese con protezione integrata erano utilizzate come terminazione di rete (prima presa), e ricevevano in ingresso la linea telefonica proveniente dalla centrale. La protezione può essere costituita da una coppia di fusibili (formato standard 5×20 mm, corrente nominale 1A, caratteristica d'intervento "F" o rapida), oppure da elementi resistivi a coefficiente termico positivo (PTC).
I fusibili integrati nella presa consentivano di evitare un'ulteriore (ed antiestetica) scatoletta portafusibili esterna, quest'ultima dotata di fusibili con formato particolare.
In seguito, i fusibili sono stati sostituiti da elementi PTC, aventi la stessa funzione ma con la caratteristica di essere delle protezioni autoripristinanti (non serve sostituirli dopo l'intervento, a differenza dei fusibili bruciati). Alcune prese di recente produzione sono dotate PTC e di circuito RC escludibile tramite jumper (in gergo conosciute come "prese RC"). Queste prese tripolari hanno un aspetto leggermente diverso rispetto alle versioni tradizionali, e riportano la sigla RC sul coperchietto, oltre al numero di serie indicato sulla parte superiore della base. 
Il circuito RC integrato protegge l'impianto contro le sovratensioni di entità limitata (la protezione completa richiede appositi scaricatori), e viene utilizzato dal gestore telefonico per determinate verifiche sulla linea.
Le nuove terminazioni di rete utilizzate da Telecom Italia, in sostituzione delle prese tripolari, sono dotate di connettore/i RJ ed eventuale splitter ADSL integrato; anch'esse comprendono i PTC ed il circuito RC escludibile.
Negli anni novanta la SIP talvolta installava, nei pressi della borchia principale dell'impianto, una scatoletta quadrata di circa 7×7 cm, denominata tecnicamente NTUL (Nuova Terminazione Unificata di Linea) contenente una modesta circuiteria il cui scopo teorico era diagnostico, ovvero di aiutare a rilevare i guasti dalla centrale. Il suo impiego in realtà si è rivelato inconsistente e, in compenso, agendo come filtro, introduce disturbi nel segmento delle frequenze eccedenti quelle impiegate dalla fonia, creando problemi di stabilità di linea alle connessioni ADSL. Esistono inoltre delle semplici prese tripolari con un condensatore al loro interno, talvolta presenti nei vecchi impianti, anch'esse comportano problemi con la connessione ADSL.

## Presa telefonica tripolare Telecom

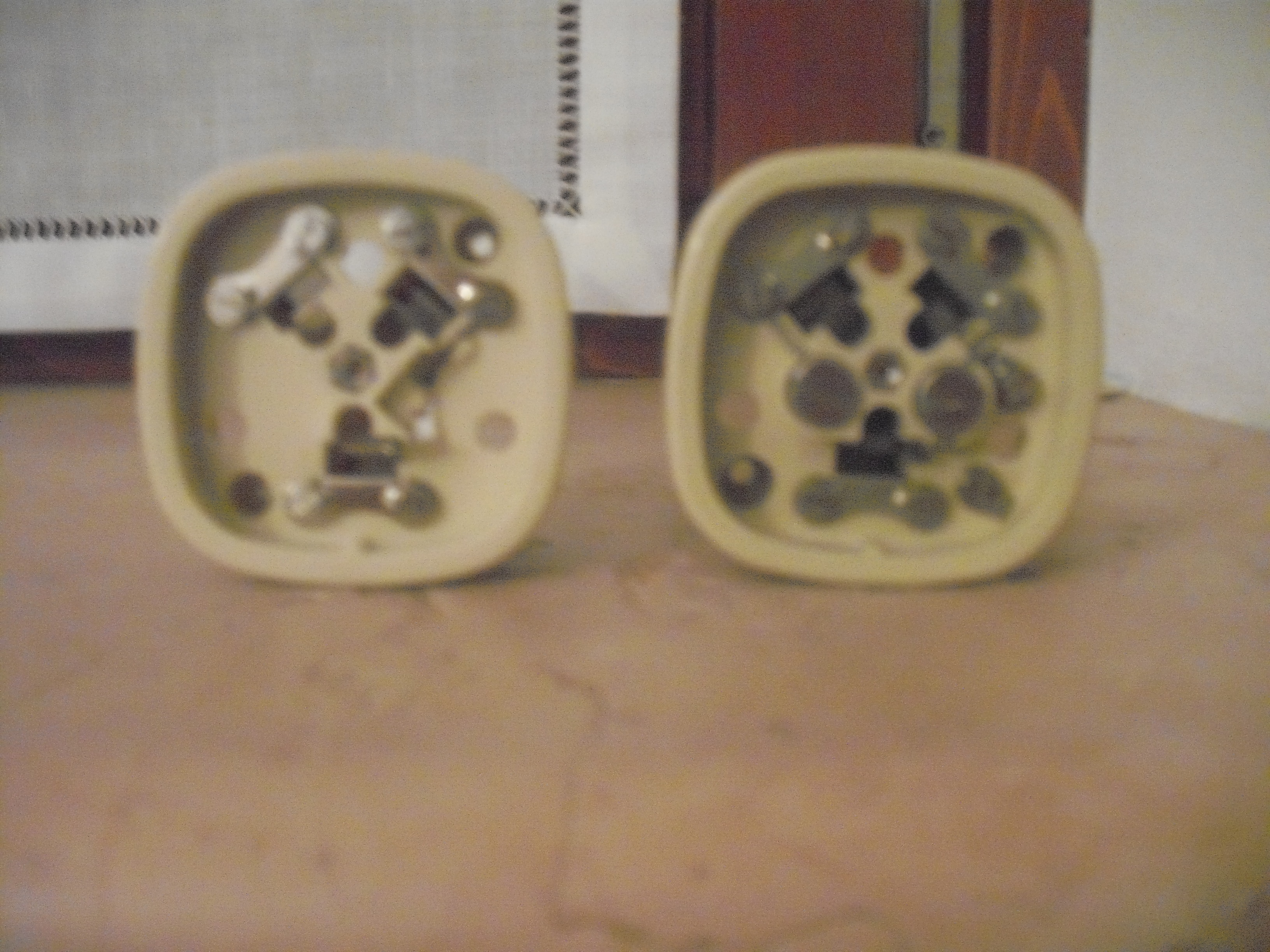
Confronto tra una presa telefonica tripolare messa in commercio dalla SIP nel 1988 (a destra) e una distribuita da Telecom Italia nel 2011.

Nel 1994 la SIP è stata trasformata in Telecom Italia, la quale, oltre a fabbricare le tripolari con circuito RC, ha continuato a costruire anche le tripolari tradizionali. Tali prese possiedono la stessa base delle tripolari SIP, ma portano alcune differenze qui di seguito indicate:
- non vengono più inseriti i fusibili (e nemmeno le "colonnine" che li contenevano)
- sono sprovviste dei contatti AF e BF; negli  anni novanta erano rimasti i fori, ma privi della vite e successivamente sono stati tolti anche i fori, rendendo così impossibile, una volta rimosso il coperchio, di ripristinare tali morsetti che andavano a fare contatto con i fusibili
- non è più possibile effettuare altri contatti differenti dai collegamenti in serie e parallelo
- non sono più presenti condensatori, né resistori o termistori.

Le prese tripolari Telecom esteticamente sono uguali alle tripolari SIP, permettendo però di collegare un modem senza il fastidioso fruscio o altri problemi legati alle vecchie tripolari, e non devono essere confuse con le tripolari Telecom RC.

## Altre prese

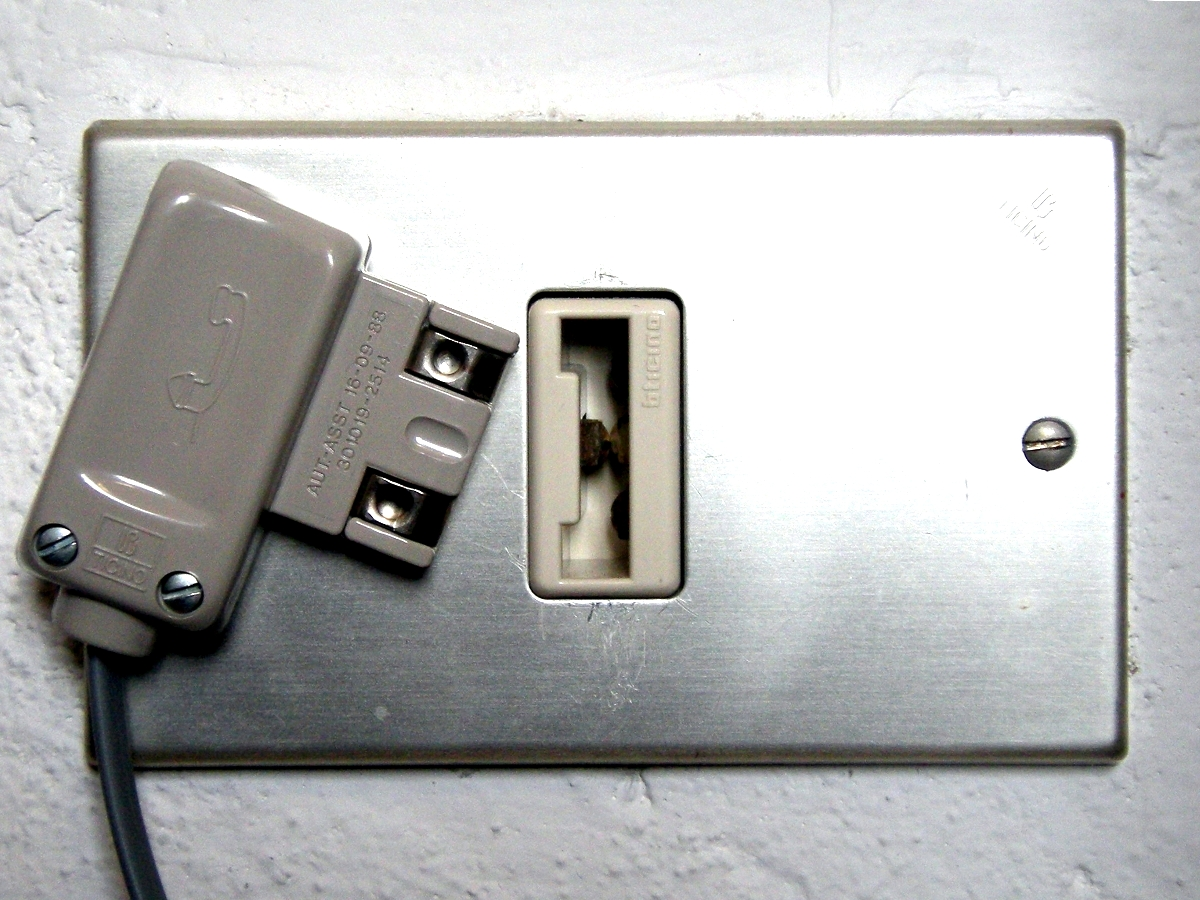
Presa e spina telefonica BTicino

Dalla fine degli anni novanta si è preferito sostituire, nei nuovi impianti, la presa tripolare SIP con la presa standard RJ-11, diffusa a livello internazionale e sempre più nell'uso comune anche in Italia, in particolare per la connessione di modem e telefoni.
In passato la ditta BTicino aveva progettato un connettore telefonico ispirato alle prese elettriche della linea "Magic" da essa prodotta, tuttavia non ha mai avuto un'ampia diffusione. Telecom continua, comunque, a fabbricare prese tripolari "classiche", come quelle della SIP, senza condensatori e fusibili, rivelandosi, dunque, adatte anche per i moderni impianti al pari delle RJ-11.
È importante chiarire, sia ai fini della funzionalità sia per ragioni di sicurezza, che la presa tripolare telefonica analogica non è adatta per le prese ISDN digitali, dal momento che quest'ultima adotta differenti caratteristiche elettriche, ma è comunque utilizzabile se la terminazione di rete ISDN è NT1Plus, che consente la connessione di terminali analogici.